# Картал (Стамбул)
Картал (тур. Kartal) — район провинции Стамбул (Турция).

## История
Ещё в VI веке, во времена Византийской империи, в этих местах находилась рыбацкая деревня. В XI веке местность завоевал турецкий вождь Сулейман Шах. С 1400 года эти земли вошли в состав Османской империи.
После основания Турецкой республики данная местность в 1920-х годах вошла в состав других районов, однако в 1947 году район Картал был воссоздан в связи с основанием здесь промышленной зоны. По данным на 2005 год в Картале размещалось 400 фабрик большого и среднего размера, и порядка 1300 мелких мастерских, в которых работало свыше 40 тысяч человек.